# Mackay
Mackay – miasto w Australii położone w stanie Queensland. Ośrodek przemysłu cukrowniczego, port lotniczy i morski. Miasto słynie z  organizowania rejsów na Wielką Rafę Koralową.
W Mackay urodziły się tenisistka Nicole Pratt, oraz Cathy Freeman, mistrzyni świata i olimpijska w biegu na 400 metrów.

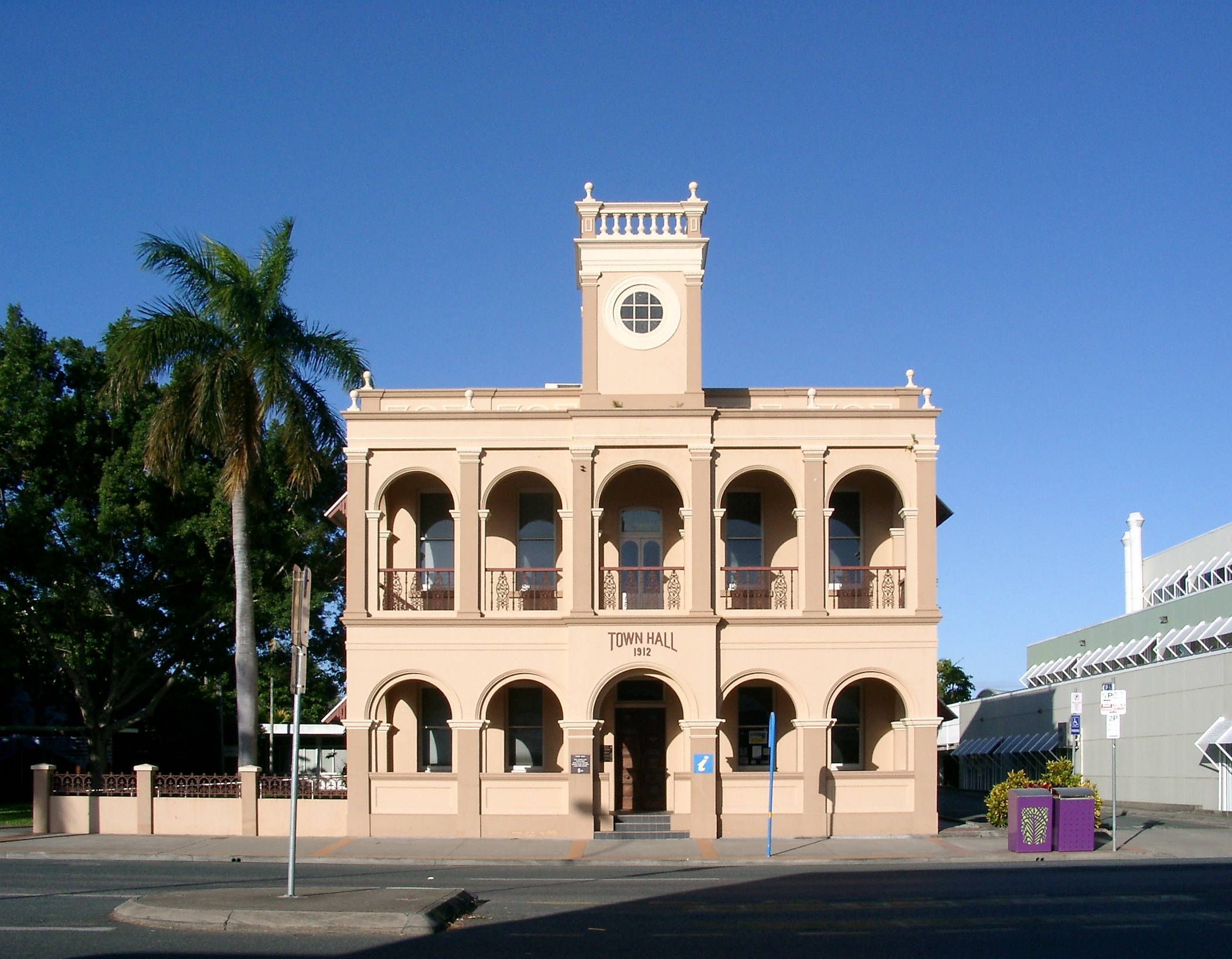
Town Hall 1912

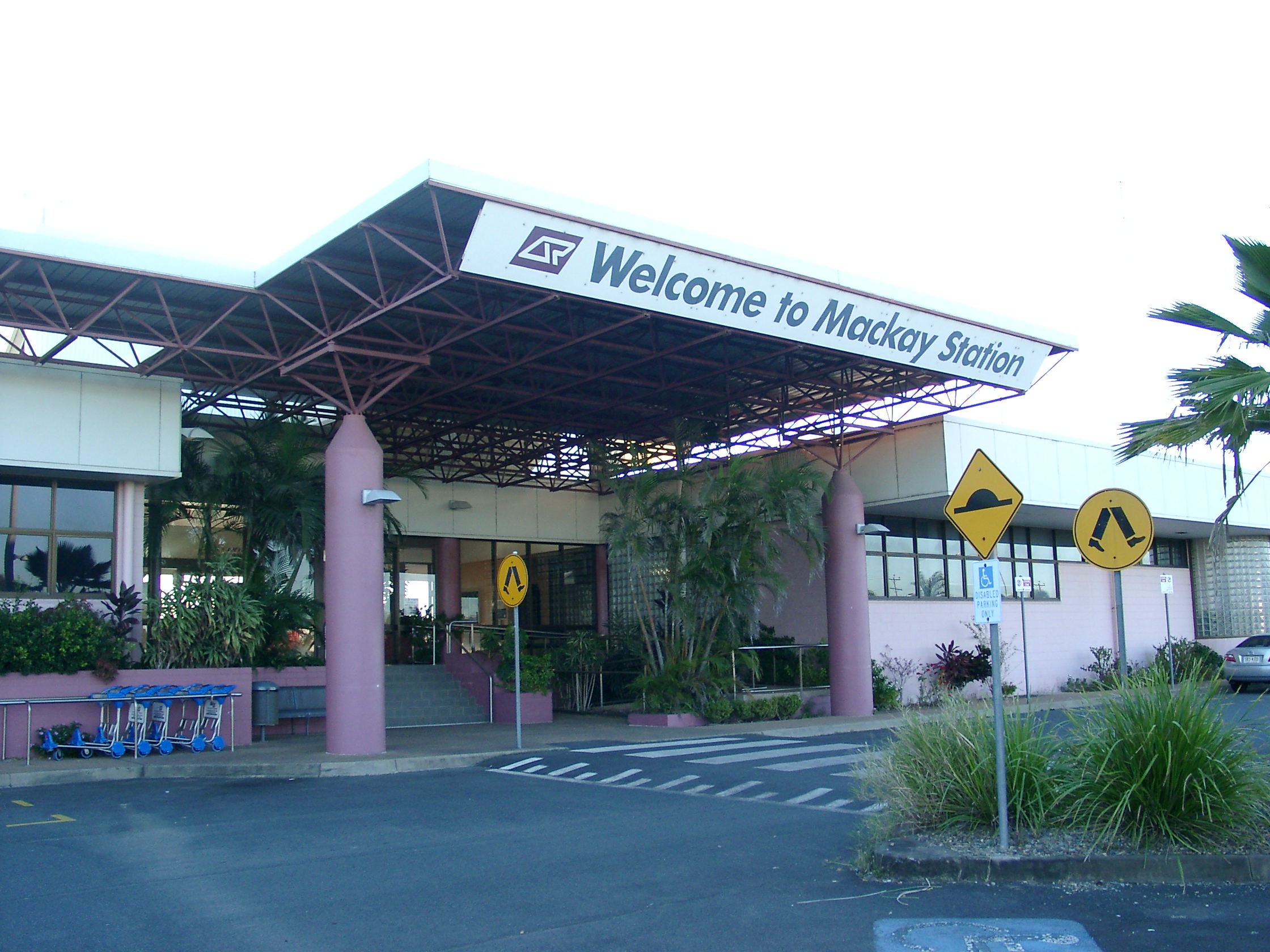
Mackay Station

## Miasta partnerskie
- Matsuura 
  Honiara